# HMS Artful (S121)
El HMS Artful (S121) es el tercero de los siete submarinos de ataque de propulsión nuclear de la clase Astute en servicio con la Royal Navy. Fue puesto en gradas en 2005, botado en 2014 y asignado en 2016.

## Construcción
Fue puesto en gradas en marzo de 2005, botado en mayo de 2014 y asignado en marzo de 2016.

## Historial operativo
En mayo de 2021, el Artful se unió al Carrier Strike Group 21 del Reino Unido en su despliegue operativo inaugural de siete meses y medio de duración en el Lejano Oriente.